# Hippon de Samos
Hippon de Samos est un philosophe qui a vécu à Athènes au Ve siècle avant notre ère.
On sait peu de choses sur lui. Il n'est pas certain qu'il soit originaire de Samos, mais peut-être de Rhegium,. On sait par le biais d'Aristophane qu'il vécut à Athènes au temps de Périclès,. Il y enseignait en 478.
Jean Brun le tient pour l'un des derniers philosophes de l'école ionienne et Léon Robin décrit sa pensée comme une résurgence de cette école. Aristote le considère comme un auteur mineur,.
Il reprend de Thalès l'idée d'un principe universel à l'origine de toute chose, mais il substitue à l'eau l'humidité,. Il s'est intéressé à la médecine : les maladies sont dues selon lui à l'assèchement de l'humidité naturelle du corps,. Aristote lui attribue l'idée que l'âme est constituée de ce principe humide. Aussi à la botanique et à l'embryologie. Bien que raillé par les poètes, il semble qu'il était très connu comme savant à son époque. Ses livres étaient présents à la bibliothèque du Lycée au siècle suivant. On l'a parfois associé aux pythagoriciens,.
D'après Simplicius, on lui a reproché d'être athée,.